# Grb Etiopije
Grb Etiopije je usvojen 1996. godine.
Sastoji se od zlatnog pentagrama, sa zrakama koje predstavljaju svjetlost na plavom štitu. 
Pentagram predstavlja jedinstvo naroda i Etiopske nacije. 
Grb se također nalazi i na zastavi Etiopije.  